# Делятин
Деля́тин (укр. Делятин) — посёлок в Надворнянском районе Ивано-Франковской области Украины. Административный центр Делятинской поселковой общины.

## Название
Название посёлка имело разные формы на протяжении веков: Даля́тин (1400—1440 гг.), Деля́тин (1440—1960, 1990 гг.), Диля́тин (1961—1989 гг.). Считается, что название происходит от имен легендарных основателей города: Даля (или Диля) и Тина. Латинское слово «делятум» обозначало место, куда на торги свозились продукты.

## Географическое положение
Расположен на реке Прут, в предгорьях Карпат. На севере граничит с с. Лоева, на юго-западе — из г. Яремче, на юго-востоке — из с. Заречье, на востоке — с. Добротов.

## Население
В январе 1989 года численность населения составляла 8343 человек, на 1 января 2024 года — 7972 человек.

### Языковой состав
Родной язык населения по данным переписи 2001 года:
| Язык       | Численность, чел. | Доля     |
| ---------- | ----------------- | -------- |
| Украинский | 8 163             | 98,55 %  |
| Русский    | 104               | 1,26 %   |
| Другое     | 16                | 0,19 %   |
| Итого      | 8 283             | 100,00 % |

## История

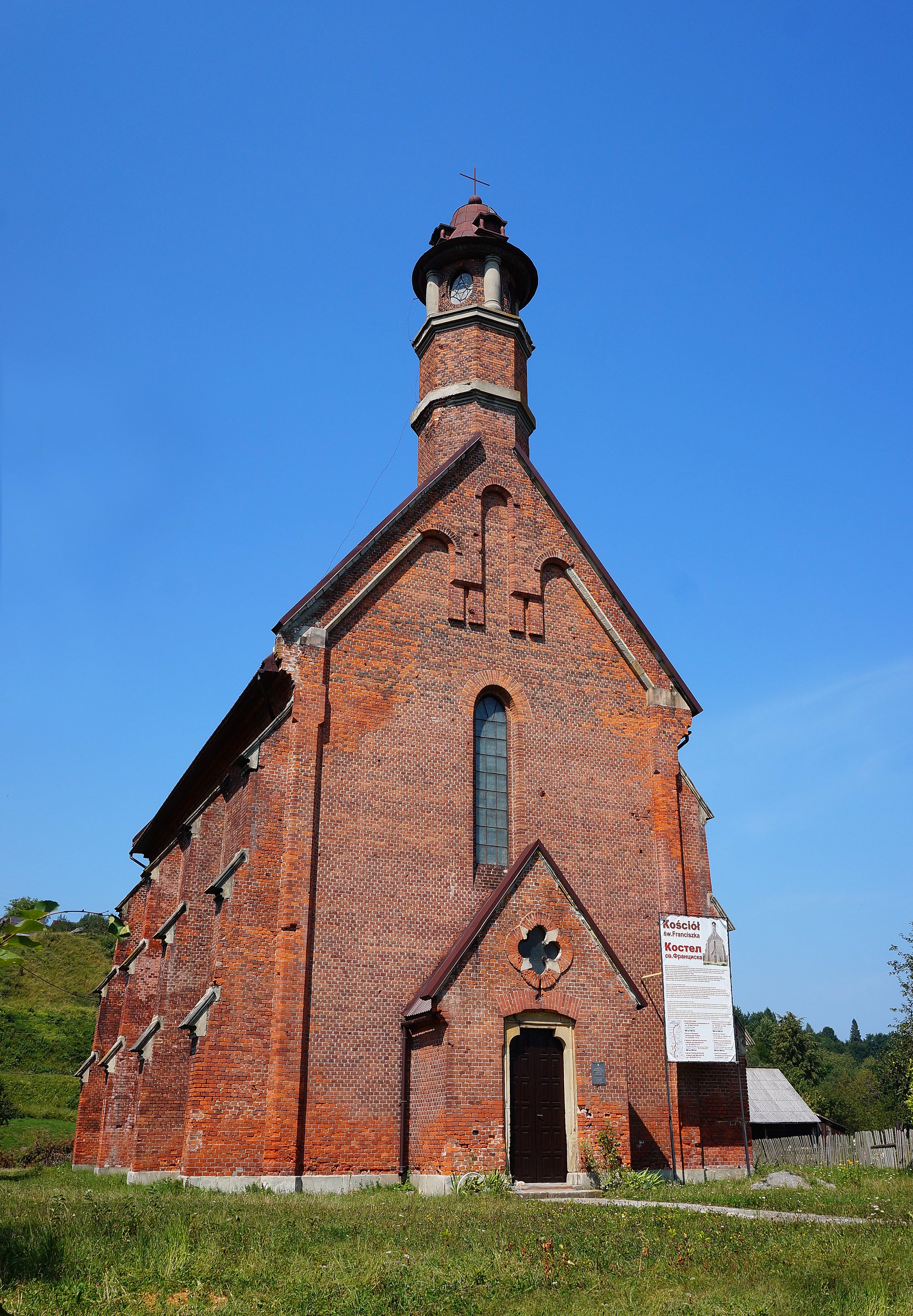
Костёл Святого Франциска

Впервые в документах Делятин упоминается 9 марта 1400 г. Польский король Владислав II Ягайло подарил земли, находившиеся в Коломыйском уезде над Прутом, братьям Стецько и Ивашко Неговичам. Получив официальный документ, братья забросили старую родовую фамилию и взяли новую от самой большой местности, а именно от Делятина, и с 1440-х годов стали называться Делятинскими.
Делятин упоминается 1 июля 1443 г. в книгах галицкого суда. В налоговом реестре 1515 года документируется мельница и 8 полей (около 200 га) возделываемой земли и ещё 4 поля временно свободной.
В 1554 году Делятин получил статус города, а с 1579 года — статус города с Магдебургским правом.
В XVI в. в окрестностях города начали добывать соль, что явилось экономической основой для развития Делятина в будущем (поэтому на современном гербе поселка изображено 10 соляных кучек-пирамидок).
В их руках Делятин и окрестности находились до 1579, когда владельцами Делятинщины упоминаются Яков Хотимирский, Христофор Блудницкий и Павел и Иван Турецкие. В том же году Делятин уже считался городом и насчитывал 465 человек населения. Город стал центром отдельной волости, к которой принадлежали Микуличин, Большие и Малые Ославы (вероятно, Белые и Черные Ославы), Ланчин и Саджавка.
В конце XVI ст. Делятинская волость оказалась в руках шляхтича-магната Анджея Белжецкого, сосредоточившего в своих руках около 50 населенных пунктов между Черногорой и Обертином.
В 1645 г. в Делятине был построен замок. В ней была большая частная библиотека. Известно, что он стал предметом имущественного спора в Галицком городском суде в 1643—1646 гг., между братьями Бонавентурой и Теодором Белжецкими после смерти их отца. В XVIII веке Делятин перешел к Потоцким.
В 1621 г. было уничтожено от набега татар много покутских населенных пунктов, в том числе и Делятин.
Наибольшее открытое выступление крестьян имело место в 1648 году после известия о приближении казачьих отрядов гетмана Богдана Хмельницкого на Прикарпатье. Делятинских повстанцев возглавил местный священник Андрей Наместник. В его отряде насчитывалось десятки человек из почти всех населенных пунктов Делятинщины. Силы были неравные, часть повстанцев поймана и репрессирована, но некоторые из них присоединились к казацким отрядам и отправились с ними на Приднепровье.
Первым известным предводителем опришков, действовавших на Делятинщине, был Нестор, наказанный за свою деятельность судом в Делятине в 1681 году.
1738 впервые в долине Прута появились опрышки Олексы Довбуша. В 1730-х годах опришками руководили Петр Сабат и Григорий Дранко из Делятина.
После распада Австро-Венгрии Делятин был занят польскими войсками, после советско-польской войны остался в составе Станиславовского воеводства Польши, в сентябре 1939 года — вошёл в состав СССР, в 1940 году получил статус посёлка городского типа и 13 ноября 1940 года — вошёл в состав Яремчанского района.
В ходе Великой Отечественной войны в 1941—1944 гг. был оккупирован немецкими войсками и превращён в укреплённый опорный пункт. 1 августа 1943 года немецко-полицейский гарнизон Делятина был атакован советскими партизанами Сумского партизанского соединения С. А. Ковпака в ходе их Карпатского рейда.
В 1952 году здесь действовали два леспромхоза, два лесопильных завода, промкомбинат, средняя школа, две семилетние школы, две начальные школы, клуб и стадион.
В первой половине 1950-х годов в окрестностях Делятина была построена центральная база хранения ядерных боеприпасов 12-го главного управления министерства обороны СССР (условное наименование «Ивано-Франковск-16»).
30 декабря 1962 года Яремчанский район был ликвидирован, и Делятин оказался в составе Богородчанского района, в дальнейшем он был передан в Надворнянский район.
В 1972 году здесь действовали лесокомбинат, деревообрабатывающая фабрика и пищекомбинат.

В 1978 году население составляло 8,2 тыс. человек, здесь действовали лесокомбинат, пищекомбинат, филиал Тисменицкого производственного мебельного объединения, три общеобразовательные школы, филиал Надворнянской музыкальной школы, больница, Дом культуры, два клуба, кинотеатр и музей писателя М. Черемшины.

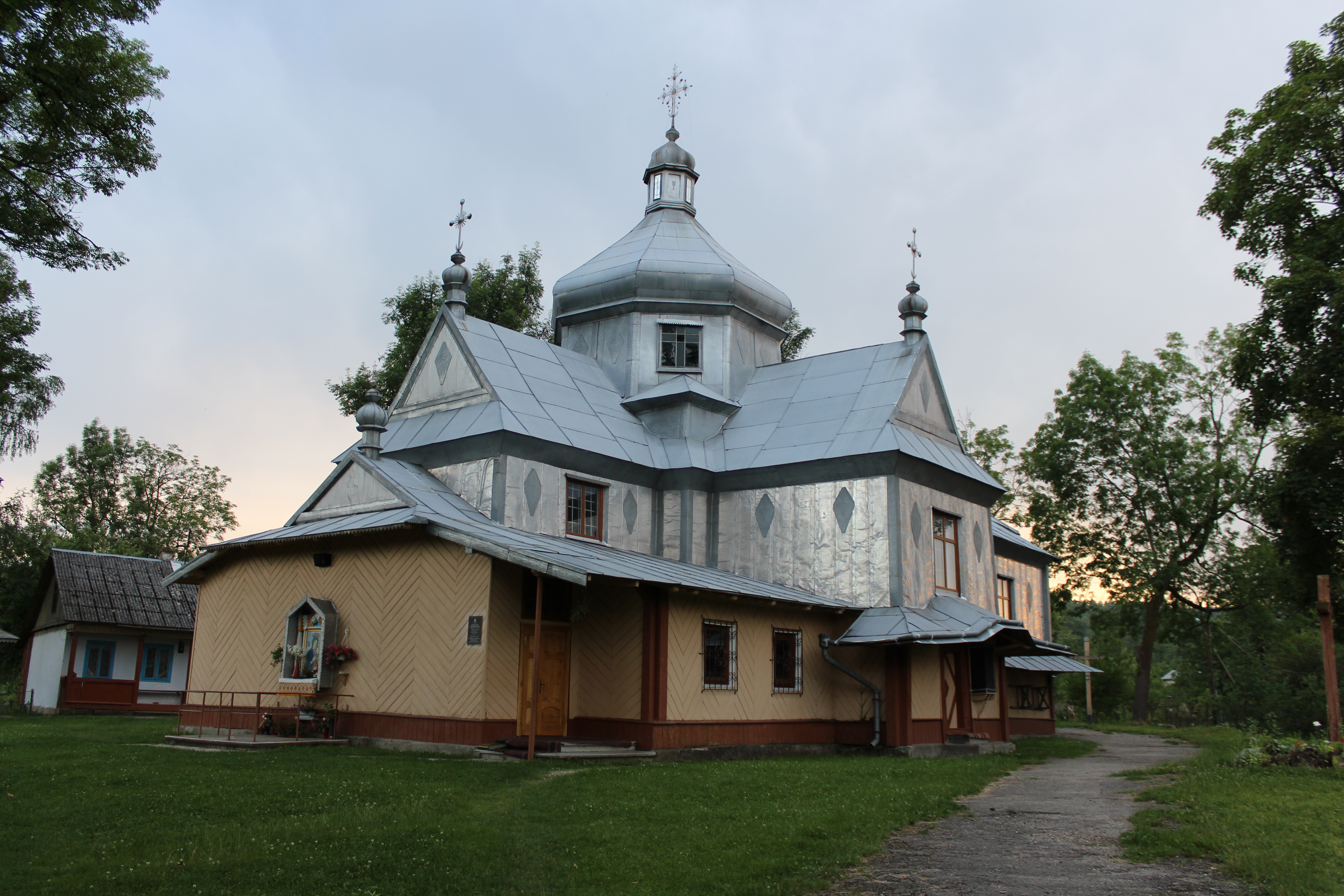
Церковь Рождества Богородицы

17 августа 2017 года была образована Делятинская поселковая община путем слияния Делятинского поселкового совета и сельских муниципальных образований Заречье, Черные Ославы и Чёрный Поток Надворнянского района.

### Российско-украинская война
19 марта 2022 года во время российско-украинской войны Вооружённые силы Российской Федерации заявили, что впервые в мировой боевой истории применили гиперзвуковые ракеты «Кинжал» по военному складу в Делятине.

## Транспорт
Железнодорожный узел

## Известные уроженцы
- Паутч, Фредерик (1877—1950) — польский живописец.

## Документальный фильм
В документальном фильме 1992 года «Возвращение в мой штетл Делятин» рассказывается о путешествии режиссёра Вилли Линдвера со своим отцом Берлом Нухимом и дочерью Михал в Делятин, чтобы «пройти по маршруту, которым шесть десятилетий назад шел его отец, спасаясь от нацистов, и увидеть, как этот район и его жители изменились».

## Делатинит
Делатинит — разновидность янтаря, найденного в Делятине.